# Représentation tempérée
En mathématiques, une représentation tempérée d'un groupe de Lie linéaire semi-simple est une représentation qui a une base dont les coefficients matriciels appartiennent à l'espace Lp
L2+ε(G)
pour tout ε > 0.

## Formulation
Cette condition, telle qu'elle vient d'être donnée, est légèrement plus faible que la condition selon laquelle les coefficients de la matrice sont de carré intégrable, c'est-à-dire qu'ils se trouvent dans
L2(G),
ce qui serait la définition d'une représentation dans la série discrète. Si G est un groupe de Lie linéaire semi-simple avec un sous-groupe compact maximal K, une représentation admissible ρ de G est tempérée si la condition ci-dessus est vérifiée pour les coefficients matriciels K-finis de ρ.
La définition ci-dessus est également utilisée pour des groupes plus généraux, tels que les groupes de Lie p-adiques et les extensions centrales finies de groupes algébriques réels semi-simples. La définition de « représentation tempérée » a un sens pour les groupes localement compacts unimodulaires arbitraires, mais pour les groupes dont le centre est infini tels que les extensions centrales infinies des groupes de Lie semi-simples, la notion ne se comporte pas bien et on la remplace généralement par une définition légèrement différente. Plus précisément, une représentation irréductible est dite tempérée si elle est unitaire quand on la restreint au centre Z, et si les valeurs absolues des coefficients de la matrice sont dans L2+ε(G/Z).
Les représentations tempérées sur les groupes de Lie semi-simples ont d'abord été définies et étudiées par Harish-Chandra (en utilisant une définition différente mais équivalente), qui a montré qu'elles sont exactement les représentations nécessaires pour le théorème de Plancherel. Elles ont été classées par Anthony W. Knapp et Gregg Zuckerman, et utilisées par Robert Langlands dans la classification de Langlands des représentations irréductibles d'un groupe de Lie réductif G en termes des représentations tempérées de groupes plus petits.

## Histoire
Les représentations tempérées irréductibles ont été identifiées par Harish-Chandra dans son travail sur l'analyse harmonique sur un groupe de Lie semi-simple comme les représentations qui contribuent à la mesure de Plancherel. La définition originale d'une représentation tempérée, qui présente certains avantages techniques, est que son caractère de Harish-Chandra devrait être une « distribution tempérée » (voir le paragraphe consacré à ce sujet ci-dessous). Il découle des résultats de Harish-Chandra qu'elle est équivalente à la définition plus élémentaire donnée ci-dessus. Les représentations tempérées semblent également jouer un rôle fondamental dans la théorie des formes automorphes. Cette connexion a probablement été réalisée pour la première fois par Ichirō Satake (dans le contexte de la conjecture de Ramanujan-Petersson) et Robert Langlands et a motivé ce dernier à développer son schéma de classification pour les représentations admissibles irréductibles des groupes algébriques réductifs réels et p-adiques en termes de les représentations tempérées de groupes plus petits. Les conjectures précises identifiant la place des représentations tempérées dans le spectre automorphe ont été formulées plus tard par James Arthur et constituent l'une des parties les plus activement développées de la théorie moderne des formes automorphes.

## Analyse harmonique
Les représentations tempérées jouent un rôle important dans l'analyse harmonique sur les groupes de Lie semi-simples. Une représentation unitaire irréductible d'un groupe de Lie semi-simple G est tempérée si et seulement si elle est dans le support de la mesure de Plancherel de G. En d'autres termes, les représentations tempérées sont précisément la classe des représentations de G qui apparaissent dans la décomposition spectrale des fonctions de carré intégrable sur le groupe (alors que les représentations de la série discrète ont une propriété plus forte, à savoir que chaque représentation a une mesure spectrale positive). Cela contraste avec la situation des groupes de Lie abéliens et plus généraux résolubles, où une classe différente de représentations est nécessaire pour tenir pleinement compte de la décomposition spectrale. Cela se voit déjà dans l'exemple le plus simple du groupe additif R des nombres réels, pour lequel les éléments de matrice des représentations irréductibles ne tendent pas vers 0 à l'infini.
Dans le programme de Langlands, les représentations tempérées des groupes de Lie réels sont celles issues des caractères unitaires des tores par la fonctorialité de Langlands.

## Exemples
- Le théorème de Plancherel pour un groupe de Lie semi-simple implique des représentations qui ne sont pas dans la série discrète. C'est déjà clair dans le cas du groupe SL2(R). Les représentations de la série principale de SL2(R) sont tempérées et rendent compte de la décomposition spectrale des fonctions dont le support ne contient que des éléments hyperboliques du groupe. Cependant, elles n'apparaissent pas de façon discrète dans la représentation régulière de SL2(R).
- Les deux représentations limites des séries discrètes de SL2(R) sont tempérées mais ce ne sont pas des séries discrètes (même si elles apparaissent « de façon discrète » dans la liste des représentations unitaires irréductibles).
- Pour les groupes de Lie non semi-simples, les représentations à coefficients matriciels dans L2+ε ne suffisent pas toujours pour le théorème de Plancherel, comme le montre l'exemple du groupe additif R des nombres réels et de l'intégrale de Fourier ; en fait, toutes les représentations unitaires irréductibles de R contribuent à la mesure de Plancherel, mais aucune d'entre elles n'a de coefficients matriciels dans L2+ε.
- Les représentations de la série complémentaire de SL2(R) sont des représentations unitaires irréductibles non tempérées.
- La représentation triviale d'un groupe G est une représentation unitaire irréductible qui n'est tempérée que si G est compact.

## Classification
Les représentations tempérées irréductibles d'un groupe de Lie semi-simple ont été classées par Knapp et Zuckerman (ZRB). En fait, ils ont classé une classe plus générale de représentations appelées représentations basiques. Si P = MAN est la décomposition de Langlands d'un sous-groupe parabolique cuspidal, alors une représentation de base est définie comme étant la représentation induite paraboliquement associée à une limite de représentation en série discrète de M et une représentation unitaire du groupe abélien A. Si la limite de la représentation en série discrète est en fait une représentation de la série discrète, alors la représentation basique est appelée représentation de la série discrète induite. Toute représentation tempérée irréductible est une représentation basique, et inversement toute représentation basique est la somme d'un nombre fini de représentations tempérées irréductibles. Plus précisément, il s'agit d'une somme directe de 2r représentations tempérées irréductibles indexées par les caractères d'un groupe abélien élémentaire R d'ordre 2r (appelé le R-groupe). Toute représentation basique, et par conséquent toute représentation tempérée irréductible, est un facteur direct d'une représentation de la série discrète induite. Cependant il n'est pas toujours possible de représenter une représentation tempérée irréductible comme une représentation de la série discrète induite, c'est pourquoi on considère la classe plus générale des représentations basique.
Ainsi, les représentations tempérées irréductibles sont simplement les représentations basiques irréductibles et elles peuvent être classées en énumérant toutes les représentations basiques puis en sélectionnant celles qui sont irréductibles, c'est-à-dire celles qui ont un R-groupe trivial.

## Distributions tempérées
Fixons un groupe de Lie semi-simple G avec un sous-groupe compact maximal K. Harish-Chandra (1966, section 9) a appelé une distribution sur G tempérée si elle est définie sur l'espace de Schwartz de G. L'espace de Schwartz est lui-même défini comme étant l'espace des fonctions lisses f sur G telles que pour tout réel r et toute fonction g obtenue à partir de f en agissant à gauche ou à droite par des éléments de l'algèbre enveloppante universelle de l'algèbre de Lie de G, la fonction
{\displaystyle (1+\sigma )^{r}g/\Xi }
est borné. Ici Ξ est une certaine fonction sphérique sur G, invariante par multiplication à gauche et à droite par K, et σ est la norme du logarithme de p, où un élément g de G s'écrit g = kp pour k dans K et p dans P convenables.